# Keisuke Hara
Pour les articles homonymes, voir Hara.
Keisuke Hara (né en 1968) est un mathématicien japonais spécialisé dans la théorie des probabilités et le calcul.

## Formation et carrière
Keisuke Hara étudie à l'université de Tokyo avec une licence en 1991 et une maîtrise en 1993 et y obtient son doctorat en 1996 sous la direction de Shigeo Kusuoka (avec une thèse intitulée « A Purely Probabilistic Approach for Local Problems on Stochastic Riemannian Manifolds and its Applications »). Comme chercheur postdoctoral, il est au RIMS de l'Université de Kyoto. Il devient chargé de cours à l'Université Ritsumeikan en 2000, professeur associé en 2002 et professeur en 2008 avant d'entrer dans l'industrie en 2009. Il est chez Access Co et à partir de 2012 chez Mynd Inc., où il est PDG à partir de 2014 et administrateur à partir de 2017.
Il est chercheur invité à l'Université de Warwick en 2000 et à l'Université d'Oxford en 2004/05.

## Travaux
Il publie en partie avec Terence Lyons sur sa théorie des Rough Paths.
Il traduit plusieurs livres sur la théorie des probabilités et l'analyse de Fourier de l'anglais vers le japonais.

## Prix et distinctions
Hara reçoit le prix Senior Berwick 2016 avec Masanori Hino pour un travail commun sur la preuve d'une inégalité néoclassique de Terence Lyons.

## Publications (sélection)
- Wiener functionals associated with joint distributions of exit time and position from small geodesic balls, The Annals of Probability, Vol.24, 1996, pp.825-837
- avec N. Ikeda : Quadratic Wiener Functionals and Dynamics on Grassmannians, Bull. Sci. Math., volume 125, 2001, pages 481-528
- Cryptographie et sécurité (japonais), Science & Technology Press, Tokyo 2003
- avec T. Lyons : Smooth rough paths and applications to Fourier analysis, Rev. Mat. Iberoamericana, volume 23, 2007, pages 1125-1140
- Mesure, probabilité et intégrale de Lebesgue (japonais), Kodansha, Tokyo 2017